# Paule Muret
 (juillet 2019).
Si vous disposez d'ouvrages ou d'articles de référence ou si vous connaissez des sites web de qualité traitant du thème abordé ici, merci de compléter l'article en donnant les références utiles à sa vérifiabilité et en les liant à la section « Notes et références ».
Paule Muret est une réalisatrice scénariste d'origine suisse, née le 20 juillet 1948 à Martigny.

## Biographie
Diplômée de l'École Cantonale des Beaux-Arts de Lausanne, elle vit à Paris depuis 1982.
Elle a réalisé un premier long métrage Rien que des mensonges, avec Fanny Ardant, Alain Bashung et Jacques Perrin, présenté en compétition officielle au Festival de Berlin en 1992. 
Tour à tour scénariste, assistante réalisateur, assistante chef opérateur, décoratrice, costumière, elle enchaîne clip et courts métrages : Madame Rêve (Alain Bashung), De ce Côté du Paradis, vidéo, avec Antoine Flahault et Jonathan Muret, Pour Bonnie, court métrage dédié à la fille de Rhett Butler et de Scarlett O'Hara, avec Jean-Pierre Léaud (sélectionné aux festivals de Lille, Oberhausen et Bilbao), Lettre d'Amour, sketch de On se dépêche d'en rire, avec Carole Bouquet et Franci Camus, Quelque chose de lui, vidéo, avec Alain Bashung, Quelque chose d'elle, vidéo, avec Fanny Ardant. 
En 2015, elle réalise un nouveau long-métrage, en langue anglaise, For This Is My Body, avec une rock-star britannique, Carl Barât, co-leader de The Libertines, sélectionné aux Festivals de Genève (GIFF) et de Mannheim-Heidelberg.

## Filmographie

### En tant que réalisatrice

#### Longs métrages
- 1991 : Rien que des Mensonges avec Fanny Ardant, Alain Bashung et Jacques Perrin
- 2015 : For This Is My Body avec Carl Barât et Audrey Bastien

#### Courts métrages
- 1981 : De ce Côté du Paradis avec Antoine Flahault et Jonathan Muret
- 1982 : Pour Bonnie avec Jean-Pierre Léaud et Claudia Ribi
- 1988 : Lettre d'Amour sketch, avec Carole Bouquet et Franci Camus

#### Clip
- 1992 : Madame Rêve de Alain Bashung

### Autres activités

#### Actrice
- 1980 : Sauve qui peut (la vie) de Jean-Luc Godard (ex-femme de Paul)

#### Art director
- 1975 : Le Grand Soir de Francis Reusser

#### Assistante caméra
- 1976 : Der Gehülfe de Thomas Koerfer
- 1976 : Jonas qui aura 25 ans en l'an 2000 de Alain Tanner

#### Assistante-réalisation
- 1977 : Les Indiens sont encore loin de Patricia Moraz
- 1978 : Horizonville de Alain Klarer